# Ghahdaridżan
Ghahdaridżan (perski: قهدريجان) – miasto w Iranie, w ostanie Isfahan. W 2011 roku liczyło 31 679 mieszkańców.